# Cemal Hünal
Cemal Hünal (Istanbul, 2. listopada 1976.) turski je glumac.

## Živopis
Cemal Hünal rodio se je 2. listopada 1976. godine u Istanbulu u Turskoj. 1997. godine diplomirao je na Guildhall School of Music & Drama u Londonu. Za vrijeme svog boravka u Londonu, Cemal je radio kao asistent za različite reklame. 1999. godine upisao se na UCLA's School of Theater, Film and Televison. 2004. godine osnovao je Stunbull, agenciju za dizajn i animaciju sa središtem u Istanbulu. Tijekom svoje glumačke karijere ostvario je nekoliko važnih uloga u filmovima i televizijskim serijama, od kojih se ističe uloga Kerima Akbara u turskoj televizijskoj seriji Asi.

## Filmografija

### TV serije
- Leyla ile Mecnun (2011.) kao Mafya
- Adanalı (2009.) kao Alex
- Kış Masalı (2009.) kao Ali Murat
- Asi (2007. – 2008.) kao Kerim Akbar

### Filmovi
- Peşpeşe (2010.) kao Harun
- 8 Ülke 8 Yönetmen ve Sinan (2010.) kao Mimar Sinan
- Romantik Komedi (2009.) kao Mert
- Issız Adam (2008.) kao Alper
- Ulak (2007.) kao Ulak İbrahim